# Турнов
Турнов (чеш. Turnov) град је у Чешкој Републици. Турнов је четврти по величини град управне јединице Либеречки крај, у оквиру којег припада округу Семили.

## Географија
Турнов се налази у северном делу Чешке републике. Град је удаљен од 90 км североисточно од главног града Прага, а од првог већег града, Либереца, 30 км јужно.
Град Турнов се налази на северу историјске покрајине Бохемије. Град лежи на северу Средњочешке котлине, на приближно 260 м надморске висине. Око града се налази заштићено подручје очуване природе, Чешки Рај.

## Историја
Подручје Турнова било је насељено још у доба праисторије. Насеље под данашњим називом први пут се у писаним документима спомиње у 1238. године, а насеље је 1272. године добило градска права.
Турнов је 1919. године постао део новоосноване Чехословачке. После Другог светског рата месни Немци су се присилно иселили из града у матицу. У време комунизма град је нагло индустријализован. После осамостаљења Чешке дошло је до опадања активности тешке индустрије и до проблема са преструктурирањем привреде.

## Становништво
Турнов данас има око 14.000 становника и последњих година број становника у граду стагнира. Поред Чеха у граду живе и Словаци и Роми.

## Партнерски градови
- Алвеста

## Галерија
- Главни трг
- Музеј Турнова
- Црква рођења пресвете Богородице
- Градска кућа